# Indianapolis
Indianapolis (IPA: [ˌɪndiəˈnæpəlɪs]) là thành phố thủ phủ của tiểu bang Indiana ở Hoa Kỳ, là quận lỵ của Quận Marion, Indiana. Theo cuộc điều tra dân số năm 2000, dân số của thành phố là 791.926 người. Đây là thành phố đông dân nhất tiểu bang Indiana và là thành phố lớn thứ 13 ở Hoa Kỳ, là thành phố lớn thứ 3 ở Midwest, và là thủ phủ đông dân thứ hai ở Hoa Kỳ (bao gồm cả Washington D.C.), sau Phoenix, Arizona.
Indianapolis đưa ra hình ảnh của mình là một Vành đai chế tạo (tiếng Anh:Rust Belt) do một chiến dịch đem lại sức sống mới tháo vát. Sự đa dạng hóa cơ sở kinh tế của thành phố kể từ thập niên 1960 cũng đóng góp cho quá trình chuyển đổi này. Một phần lớn của sự đa dạng hóa này bao gồm việc thành phố đã tổ chức nhiều sự kiện, đặc biệt là các sự kiện thể thao. Nhãn hiệu Thủ đô thể thao nghiệp sư thế giới, và Thủ đô thi đấu của thế giới, đều đã được áp dụng cho Indianapolis. Thành phố đã đăng cai 1987 Pan American Games, NCAA Basketball Tournament, và Allstate 400 at the Brickyard, Giải thưởng lớn Hoa Kỳ (lần thi đấu gần đây là tháng 6 năm 2007), và có lẽ sự kiện nổi tiếng nhất là Indianapolis 500 hàng năm. Số lượng người tham dự Indianapolis 500 và Allstate 400 khiến đây là các sự kiện thể thao riêng lẻ lớn nhất thế giới, với hơn 250.000 người hâm mộ tham dự mỗi sự kiện.Indianapolis cũng là số tượng đài trong thành phố nhiều thứ hai, xếp sau Washington D.C.
vùng đô thị Indianapolis là một trong những vùng tăng trưởng nhanh nhất ở Midwest và ở Hoa Kỳ, với sự tăng trưởng tập trung ở các quận xung quanh Hamilton, Hendricks, và Johnson. Các quận Hamilton và Hendricks hiện là các quận tăng trưởng nhanh nhất ở Indiana..

## Khí hậu
| Dữ liệu khí hậu của Indianapolis (Sân bay quốc tế Indianapolis) 1981−2010, cực độ 1871−nay | Dữ liệu khí hậu của Indianapolis (Sân bay quốc tế Indianapolis) 1981−2010, cực độ 1871−nay | Dữ liệu khí hậu của Indianapolis (Sân bay quốc tế Indianapolis) 1981−2010, cực độ 1871−nay | Dữ liệu khí hậu của Indianapolis (Sân bay quốc tế Indianapolis) 1981−2010, cực độ 1871−nay | Dữ liệu khí hậu của Indianapolis (Sân bay quốc tế Indianapolis) 1981−2010, cực độ 1871−nay | Dữ liệu khí hậu của Indianapolis (Sân bay quốc tế Indianapolis) 1981−2010, cực độ 1871−nay | Dữ liệu khí hậu của Indianapolis (Sân bay quốc tế Indianapolis) 1981−2010, cực độ 1871−nay | Dữ liệu khí hậu của Indianapolis (Sân bay quốc tế Indianapolis) 1981−2010, cực độ 1871−nay | Dữ liệu khí hậu của Indianapolis (Sân bay quốc tế Indianapolis) 1981−2010, cực độ 1871−nay | Dữ liệu khí hậu của Indianapolis (Sân bay quốc tế Indianapolis) 1981−2010, cực độ 1871−nay | Dữ liệu khí hậu của Indianapolis (Sân bay quốc tế Indianapolis) 1981−2010, cực độ 1871−nay | Dữ liệu khí hậu của Indianapolis (Sân bay quốc tế Indianapolis) 1981−2010, cực độ 1871−nay | Dữ liệu khí hậu của Indianapolis (Sân bay quốc tế Indianapolis) 1981−2010, cực độ 1871−nay | Dữ liệu khí hậu của Indianapolis (Sân bay quốc tế Indianapolis) 1981−2010, cực độ 1871−nay |
| Tháng                                                                                      | 1                                                                                          | 2                                                                                          | 3                                                                                          | 4                                                                                          | 5                                                                                          | 6                                                                                          | 7                                                                                          | 8                                                                                          | 9                                                                                          | 10                                                                                         | 11                                                                                         | 12                                                                                         | Năm                                                                                        |
| ------------------------------------------------------------------------------------------ | ------------------------------------------------------------------------------------------ | ------------------------------------------------------------------------------------------ | ------------------------------------------------------------------------------------------ | ------------------------------------------------------------------------------------------ | ------------------------------------------------------------------------------------------ | ------------------------------------------------------------------------------------------ | ------------------------------------------------------------------------------------------ | ------------------------------------------------------------------------------------------ | ------------------------------------------------------------------------------------------ | ------------------------------------------------------------------------------------------ | ------------------------------------------------------------------------------------------ | ------------------------------------------------------------------------------------------ | ------------------------------------------------------------------------------------------ |
| Cao kỉ lục °F (°C)                                                                         | 71 (22)                                                                                    | 76 (24)                                                                                    | 85 (29)                                                                                    | 90 (32)                                                                                    | 96 (36)                                                                                    | 104 (40)                                                                                   | 106 (41)                                                                                   | 103 (39)                                                                                   | 100 (38)                                                                                   | 91 (33)                                                                                    | 81 (27)                                                                                    | 74 (23)                                                                                    | 106 (41)                                                                                   |
| Trung bình ngày tối đa °F (°C)                                                             | 35.6 (2.0)                                                                                 | 40.2 (4.6)                                                                                 | 51.7 (10.9)                                                                                | 63.4 (17.4)                                                                                | 72.8 (22.7)                                                                                | 81.9 (27.7)                                                                                | 85.0 (29.4)                                                                                | 84.0 (28.9)                                                                                | 77.6 (25.3)                                                                                | 65.3 (18.5)                                                                                | 52.2 (11.2)                                                                                | 38.9 (3.8)                                                                                 | 62.4 (16.9)                                                                                |
| Tối thiểu trung bình ngày °F (°C)                                                          | 20.5 (−6.4)                                                                                | 23.9 (−4.5)                                                                                | 32.8 (0.4)                                                                                 | 42.7 (5.9)                                                                                 | 52.6 (11.4)                                                                                | 62.1 (16.7)                                                                                | 65.8 (18.8)                                                                                | 64.4 (18.0)                                                                                | 56.2 (13.4)                                                                                | 44.7 (7.1)                                                                                 | 35.1 (1.7)                                                                                 | 24.4 (−4.2)                                                                                | 43.8 (6.6)                                                                                 |
| Thấp kỉ lục °F (°C)                                                                        | −27 (−33)                                                                                  | −21 (−29)                                                                                  | −7 (−22)                                                                                   | 18 (−8)                                                                                    | 28 (−2)                                                                                    | 37 (3)                                                                                     | 46 (8)                                                                                     | 41 (5)                                                                                     | 30 (−1)                                                                                    | 20 (−7)                                                                                    | −5 (−21)                                                                                   | −23 (−31)                                                                                  | −27 (−33)                                                                                  |
| Lượng Giáng thủy trung bình inches (mm)                                                    | 2.66 (68)                                                                                  | 2.32 (59)                                                                                  | 3.56 (90)                                                                                  | 3.81 (97)                                                                                  | 5.05 (128)                                                                                 | 4.25 (108)                                                                                 | 4.55 (116)                                                                                 | 3.13 (80)                                                                                  | 3.12 (79)                                                                                  | 3.12 (79)                                                                                  | 3.70 (94)                                                                                  | 3.17 (81)                                                                                  | 42.44 (1.078)                                                                              |
| Lượng tuyết rơi trung bình inches (cm)                                                     | 8.6 (22)                                                                                   | 6.5 (17)                                                                                   | 2.6 (6.6)                                                                                  | 0.2 (0.51)                                                                                 | trace                                                                                      | 0.0 (0.0)                                                                                  | 0.0 (0.0)                                                                                  | 0.0 (0.0)                                                                                  | 0.0 (0.0)                                                                                  | 0.4 (1.0)                                                                                  | 0.7 (1.8)                                                                                  | 6.9 (18)                                                                                   | 25.9 (66)                                                                                  |
| Số ngày giáng thủy trung bình (≥ 0.01 in)                                                  | 12.1                                                                                       | 10.0                                                                                       | 11.9                                                                                       | 12.0                                                                                       | 13.1                                                                                       | 11.1                                                                                       | 10.5                                                                                       | 8.5                                                                                        | 8.1                                                                                        | 8.6                                                                                        | 10.8                                                                                       | 12.5                                                                                       | 129.2                                                                                      |
| Số ngày tuyết rơi trung bình (≥ 0.1 in)                                                    | 7.5                                                                                        | 5.4                                                                                        | 2.5                                                                                        | 0.4                                                                                        | 0.0                                                                                        | 0.0                                                                                        | 0.0                                                                                        | 0.0                                                                                        | 0.0                                                                                        | 0.2                                                                                        | 1.2                                                                                        | 6.3                                                                                        | 23.5                                                                                       |
| Độ ẩm tương đối trung bình (%)                                                             | 75.0                                                                                       | 73.6                                                                                       | 69.9                                                                                       | 65.6                                                                                       | 67.1                                                                                       | 68.4                                                                                       | 72.8                                                                                       | 75.4                                                                                       | 74.4                                                                                       | 71.8                                                                                       | 75.5                                                                                       | 78.0                                                                                       | 72.3                                                                                       |
| Số giờ nắng trung bình tháng                                                               | 132.1                                                                                      | 145.7                                                                                      | 178.3                                                                                      | 214.8                                                                                      | 264.7                                                                                      | 287.2                                                                                      | 295.2                                                                                      | 273.7                                                                                      | 232.6                                                                                      | 196.6                                                                                      | 117.1                                                                                      | 102.4                                                                                      | 2.440,4                                                                                    |
| Phần trăm nắng có thể                                                                      | 44                                                                                         | 49                                                                                         | 48                                                                                         | 54                                                                                         | 59                                                                                         | 64                                                                                         | 65                                                                                         | 64                                                                                         | 62                                                                                         | 57                                                                                         | 39                                                                                         | 35                                                                                         | 55                                                                                         |
| Nguồn: NOAA (độ ẩm, nắng 1961−1990)                                                        |                                                                                            |                                                                                            |                                                                                            |                                                                                            |                                                                                            |                                                                                            |                                                                                            |                                                                                            |                                                                                            |                                                                                            |                                                                                            |                                                                                            |                                                                                            |